# Holmen Station
Holmen Station (Holmen stasjon) er en metrostation på Røabanen på T-banen i Oslo. Stationen ligger 600 meter fra Persbråten videregående skole. Stationen blev åbnet 24. januar 1935. I midten af 1990’erne blev den ombygget til metrostandard og genåbnet 18. maj 1995.